# Michael Taussig
Michael Taussig (* 3. April 1940 in Sydney) ist ein australischer Anthropologe. Obwohl er zum Thema der medizinischen Anthropologie publiziert, ist er am besten für seine Auseinandersetzung mit Marx 'Idee des Warenfetischismus' bekannt, vor allem im Hinblick auf die Werke von Walter Benjamin.

## Biographie
Taussig studierte Medizin an der University of Sydney. Er erwarb 1964 einen Abschluss in Medizin, promovierte 1974 im Fach Anthropologie an der London School of Economics und ist Professor an der Columbia University.

## Werk
Taussig wurde sowohl stark von der Frankfurter Schule der Kritischen Theorie als auch dem französischen Poststrukturalismus beeinflusst und wurde ein Akteur der Verlagerung im Bereich der Anthropologie in den 1980er Jahren. Seine Arbeit trug zu einem zunehmenden Misstrauen der kulturellen Analysen aus der Perspektive der dominanten westlichen kapitalistischen Kultur bei. Es waren seine frühen Erfahrungen als Arzt in Kolumbien in den späten 1960er Jahren, die einen grundlegenden Wandel in seiner Auffassung der Rolle von Geschichten und Erzählungen, über und gegen objektive Wissenschaft in der kulturellen Bildung beeinflussten. Ethnographie wurde eine bewusste positive Kraft in dieser Kultur. Dies führte zu Taussigs Durchmischung von Fakt und Fiktion in seinem ethnographischen Schreiben und damit zu seinem Status als eine Figur der Kontroverse im Bereich der Anthropologie.

## Veröffentlichungen (Auswahl)
- The Devil and Commodity Fetishism in South America, The University of North Carolina Press 1980.
- Shamanism, Colonialism, and the Wild Man, University of Chicago Press, Chicago 1987, ISBN 978-0226790114.
- Mimesis and Alterity: A Particular History of the Senses, Routledge, New York City 1993, ISBN 978-0415906876.
  - Mimesis und Alterität: Eine andere Geschichte der Sinne, Europäische Verlags-Anstalt, Hamburg 1997, ISBN 3-434520007.
  - Mimesis und Alterität - Eine eigenwillige Geschichte der Sinne, Konstanz University Press, Konstanz 2014, ISBN 978-3-8353-9058-4.
- 100 Notes - 100 Thoughts; No 001.
  - Field Notebooks - Feldforschungsbücher (dOCUMENTA (13)), Hatje Cantz, Ostfildern 2011, ISBN 978-3775728508.
- Sympathiezauber. Texte zur Ethnographie. Konstanz University Press, Konstanz 2013, ISBN 978-3-86253-014-4.
- The Corn Wolf, University of Chicago Press, Chicago 2015, ISBN 978-0226310855.
- Palma Africana, University of Chicago Press, Chicago 2018, ISBN 978-0226516134.
- Mastery of Non-Mastery in the Age of Meltdown, University of Chicago Press, Chicago 2020, ISBN 9780226698670.